# Brian Vejrum Wæhrens
Brian Vejrum Wæhrens (født 1974) er professor ved Institut for Materialer og Produktion ved Aalborg Universitet. Hans forskningsområde er indenfor industriens digitalisering og industriel bæredygtighed. Han er uddannet i international business studies og har en ph.d. i maskinteknik fra Aalborg Universitet.

## Karriere
Brian Vejrum Wæhrens blev ansat ved Aalborg Universitet i 2005, hvor han er gruppeleder for forskningsgruppen Center for Industriel Produktion under Institut for Materialer og Produktion.  Fra 2016 til 2022 var han medlem Erhvervsforskerudvalget i Innovationsfonden.  Han er medlem af Akademiet for Tekniske Videnskabers Partnerkreds og er næstformand for ATV-gruppen Fremtidens Produktion.  Derudover er han arbejdspakkeleder for MADE.  Han har desuden optrådt i medierne mange gange. 

## Priser
Brian Vejrum Wæhrens har vundet en række priser igennem sin karriere: 
- The Emerald “Outstanding Paper Award” 2015
- “Best paper award 2015” af Strategic Outsourcing: An International Journal
- ”Best Paper Award – Ledelse og Erhvervsøkonomi” 2011
- The Emerald “Highly Commended Paper Award” 2008
- “Best Presentation Award” 2006 ved The Danish Academy og Management Conference

## Publikationer
Brian Vejrum Wæhrens har udgivet over 200 publikationer.
| Udvalgte af Brian Vejrum Wæhrens publikationer ses nedenfor |
| --- |
| - A maturity assessment approach for conceiving context-specific roadmaps in the Industry 4.0 era Colli, M., Berger, U., Bockholt, M. T., Madsen, O., Møller, C. & Wæhrens, B. V., 19 jun. 2019, I : Annual Reviews in Control. 13 s. - Dare to make investments in industrial symbiosis? A conceptual framework and research agenda for developing trust, Ramsheva, Y. K., Prosman, E-J. & Wæhrens, B. V., 2019, I : Journal of Cleaner Production. - From Static to Dynamic Use of Inter-Firm Objects and Its Impact on Innovation Performance Sajadirad, S., Lassen, A. H. & Wæhrens, B. V., 2019, (Accepteret/In press) I : International Journal of Knowledge Management Studies. - Implementing a dynamic FMECA in the digital transformation era, Colli, M., Sala, R., Pirola, F., Pinto, R., Cavalieri, S. & Wæhrens, B. V., 30 jan. 2019, (Accepteret/In press) Proceedings of MIM conference 2019. - Managing waste quality in industrial symbiosis: insights on how to organize supplier integration, Prosman, E-J. & Wæhrens, B. V., 2019, (Accepteret/In press) I : Journal of Cleaner Production. Publikation: Bidrag til tidsskrift › Tidsskriftartikel › Forskning › peer review - Subsidiary Autonomy and Knowledge Transfer, Søberg, P. V. & Wæhrens, B. V., 2019, (Accepteret/In press) I : Journal of Global Operations and Strategic Sourcing. Publikation: Bidrag til tidsskrift › Tidsskriftartikel › Forskning › peer review - Cost estimation accuracy in supply chain design: The role of decision-making complexity and management attention Asmussen, J. N., Kristensen, J. & Wæhrens, B. V., 2018, I : International Journal of Physical Distribution & Logistics Management. 48, 10, s. 995-1019 - Labour 4.0: Kompetencer til fremtidens industri, Wæhrens, B. V., Lassen, A. H., Nørgaard, B. & Clausen, N. R., mar. 2018, Aalborg Universitet. 49 s. - Offshoring experience and performance: the role of realized drivers and risk management Haleem, F., Farooq, S., Wæhrens, B. V. & Boer, H., 10 sep. 2018, I : Supply Chain Management: An International Journal. 23, 6, s. 531-544 14 s. - Outsourcing of Production: The Valuation of Volume Flexibility in Decision-Making Asmussen, J. N., Kristensen, J. & Wæhrens, B. V., 2018, I : LogForum. 14, 1, s. 73-83 7. - Uddannelser til fremtidens vidensbaserede produktion Grenaa, J., Nielsen, E. H., Wæhrens, B. V. & Rasmussen, C., sep. 2018, Akademiet for de Tekniske Videnskaber. 32 s. - When to integrate strategic and tactical decisions? Introduction of an asset/inventory ratio guiding fit for purpose production planning Asmussen, J. N., Kristensen, J., Steger-Jensen, K. & Wæhrens, B. V., 2018, I : International Journal of Physical Distribution & Logistics Management. 48, 5, s. 545-568 - Closing global material loops: Initial insights into firm-level challenges, Prosman, E-J., Wæhrens, B. V. & Liotta, G., jun. 2017, I : Journal of Industrial Ecology. 21, 3, s. 641-650 - Implementing and maturing Sales and Operations Planning: A literature review and agenda for future research Kristensen, J. & Wæhrens, B. V., 2017. - Integrated Capacity and Production Planning: Including supply chain flexibility and capital investments, Asmussen, J. N., Steger-Jensen, K., Kristensen, J. & Wæhrens, B. V., 2017, NOFOMA 2017: THE 29TH NOFOMA CONFERENCE ”TAKING ON GRAND CHALLENGES”. Hellström, D., Kembro, J. & Bodnar, H. (red.). Lund University, Sweden, s. 28-43 - Sales and Operations Planning (S&OP) Maturity Models: A critical assessment of maturity models, Kristensen, J. & Wæhrens, B. V., 2017, NOFOMA 2017: THE 29TH NOFOMA CONFERENCE ”TAKING ON GRAND CHALLENGES”. Hellström, D., Kembro, J. & Bodnar, H. (red.). Lund University, Sweden, s. 73-74 2 s. - upplier corporate social responsibility practices and sourcing geography, Haleem, F., Farooq, S. & Wæhrens, B. V., 2017, I : Journal of Cleaner Production. 153, s. 92-103 - The impact of distance on headquarters’ network management capabilities, Mykhaylenko, A., Wæhrens, B. V. & Slepniov, D., 2017, I : Journal of Manufacturing Technology Management. 28, 3, s. 371-393 - The Link Between Supply Chain Design Decision-Making and Supply Chain Complexity: An Embedded Case Study, Asmussen, J. N., Kristensen, J. & Wæhrens, B. V., 2017, Advances in Production Management Systems. The Path to Intelligent, Collaborative and Sustainable Manufacturing: IFIP WG 5.7 International Conference, APMS 2017, Hamburg, Germany, September 3-7, 2017, Proceedings, Part II. Lödding, H., Riedel, R., Thoben, KD., von Cieminski, G. & Kiritsis, D. (red.). Springer, s. 11-19 (I F I P Advances in Information and Communication Technology, Bind 514). - The link between the use of advanced planning and scheduling (APS) modules and factory context, Kristensen, J., Asmussen, J. N. & Wæhrens, B. V., 11 dec. 2017, 2017 IEEE International Conference on Industrial Engineering and Engineering Management (IEEM). IEEE, s. 1-5 5 s. (IEEE International Conference on Industrial Engineering and Engineering Management (IEEM)). - Transforming global supply chain towards increased resilience: A case of complex engineered products, Asmussen, J. N. & Wæhrens, B. V., 2017, The POMS International Conference in Israel. s. 24 |